# 圣艾夫斯 (康沃尔郡)
圣艾夫斯（英語：St Ives）又稱圣艾夫镇，是英国康沃尔郡一座海滨城市，为一处旅游和艺术中心，2001年人口1.6万人。2021年，第47屆七大工業國組織會議在此地卡比斯湾召開。圣艾夫斯於2022年被評為英國最快樂的地方。